# Bechor-Šalom Šitrit
Bechor-Šalom Šitrit (hebrejsky: בכור-שלום שטרית, žil 1895 – 28. ledna 1967) byl izraelský politik a poslanec Knesetu za strany Sefardové a orientální komunity, Mapaj a Ma'arach.

## Biografie
Narodil se ve městě Tiberias. Studoval základní židovskou školu, školu v rámci sítě Alliance Israélite Universelle, ješivu v Tiberiadě, pak právní školu v Jeruzalému. Získal osvědčení pro výkon profese právníka. Učil na škole Alliance Israélite Universelle v Tiberiadě a později vyučoval hebrejštinu na škole ve vesnici Menachemja. Po příchodu britské armády do Tiberiady v roce 1919 se podílel na organizování místních policejních sil. Byl policejním vyšetřovatelem v Dolní Galileji a pomáhal zřídit odbor jízdní policie, která chránila židovské vesnice v tomto regionu. Byl zástupcem velitele policejní akademie v Jeruzalému. Roku 1935 byl jmenován obvodním soudcem. V letech 1945–1948 byl předsedou obvodního soudu v Lodu.

## Politická dráha
V Tiberiadě založil sionistickou asociaci Techija. Pod vlivem členů kibucu Deganja se zapojil do hnutí ha-Po'el ha-ca'ir. Během první světové války byl starostou (muchtarem) ve vesnici Kineret.
V izraelském parlamentu zasedl poprvé už po volbách v roce 1949, do kterých šel za formaci Sefardové a orientální komunity. Byl zvolen i ve volbách v roce 1951, nyní již za Mapaj. Za ní obhájil mandát i ve volbách v roce 1955, volbách v roce 1959 a volbách v roce 1961. Ve volbách v roce 1965 byl zvolen na kandidátce formace Ma'arach. Zastával post člena výboru pro ústavu, právo a spravedlnost. Zemřel během funkčního období. Jeho křeslo v Knesetu obsadil Amnon Lin. Jeho hlavní aktivity se ale soustřeďovaly na vládní úroveň. Již v letech 1948–1949 byl ministrem pro záležitosti menšin v provizorní izraelské vládě. V letech 1948–1967 pak trvale zastával post ministra policie.